# Patrick Wachsberger
Patrick Daniel Wachsberger (* im September 1951 in Paris) ist ein US-amerikanischer Filmproduzent.

## Leben
Der 1951 in Paris geborene Patrick Wachsberger ist der Sohn der französischen Schauspielerin Yvette Lebon und des belgischen Filmproduzenten Nat Wachsberger.
Wachsberger zog 1977 von Paris nach Los Angeles und war dort viele Jahre für das Filmvertriebsunternehmen J&M tätig. In den 1980er Jahren arbeitete er als einer der Wegbereiter für Odyssey Entertainment, wo er für den Erfolg von Arthouse-Hits wie Bille Augusts Oscar-gekröntem Pelle, der Eroberer mitverantwortlich war. Später stieg er bei dem von Arnon Milchan, Bernd Eichinger und Andrew G. Vajna gegründeten Unternehmen Summit Entertainment ein. Nach deren Ausscheiden im Jahr 1993 übernahm Wachsberger das Unternehmen als Chef und Mehrheitsgesellschafter. Er führte das Unternehmen, das im Jahr 2012 von Lionsgate übernommen wurde, zu einem der weltweit führenden unabhängigen Filmstudios.
2016 erhielt Wachsberger den ersten Game Changer Award des Zurich Film Festival.
Wachsberger produzierte auch ein Remake des französischen Films Verstehen Sie die Béliers? von Éric Lartigau. Das Filmdrama Coda von Siân Heder, das Ende Januar 2021 beim Sundance Film Festival seine Premiere feierte, wurde im Rahmen der Oscarverleihung 2022 als bester Film ausgezeichnet.

## Filmografie (Auswahl)
- 1978: Star Crash – Sterne im Duell (Starcrash)
- 1991: Switch – Die Frau im Manne (Switch)
- 1993: Sniper – Der Scharfschütze (Sniper)
- 2005: Mr. & Mrs. Smith
- 2006: Step Up
- 2006: Alibi – Ihr kleines schmutziges Geheimnis ist bei uns sicher (The Alibi)
- 2007: P2 – Schreie im Parkhaus (P2)
- 2007: Im Tal von Elah (In the Valley of Elah)
- 2008: Step Up to the Streets
- 2010: Step Up 3D
- 2012: Step Up: Miami Heat (Step Up Revolution)
- 2014: Step Up: All In
- 2021: Coda
- 2024: Bad Genius

## Auszeichnungen
Oscar
- 2022: Auszeichnung als Bester Film (Coda)

Producers Guild of America Award
- 2022: Auszeichnung als Bester Kinofilm (Coda)[4]